# Bispira mariae
Bispira mariae är en ringmaskart som beskrevs av sensu Pratt 1901. Bispira mariae ingår i släktet Bispira och familjen Sabellidae. Inga underarter finns listade i Catalogue of Life.